# Grīziņkalns
Grīziņkalns est un voisinage des arrondissements Central et de Latgale à Riga en Lettonie.

## Présentation
Le quartier de Grīziņkalns est situé à proximité du Vieux Riga sur la rive droite du fleuve Daugava.
Grīziņkalns borde les quartiers de Brasa, Teika, Purvciems, Avoti et Centrs.
Grīziņkalns est limité parvles rues Artillerijas iela, Krāsotaiu iela, Lienes iela, Augusta Deglava iela, Brīvības iela, Tallinas iela et Aleksandra Čakas iela.
Sa population est de 12 947 habitants pour une superficie de 1,517 km2.

## Transports
- Bus : 1, 3, 5, 6, 13, 14, 16, 21, 40, 47, 49, 50, 51, 52
- Trolleybus : 4 , 5, 7, 11, 13, 14, 17, 18, 23
- Tramway : 3

## Galerie

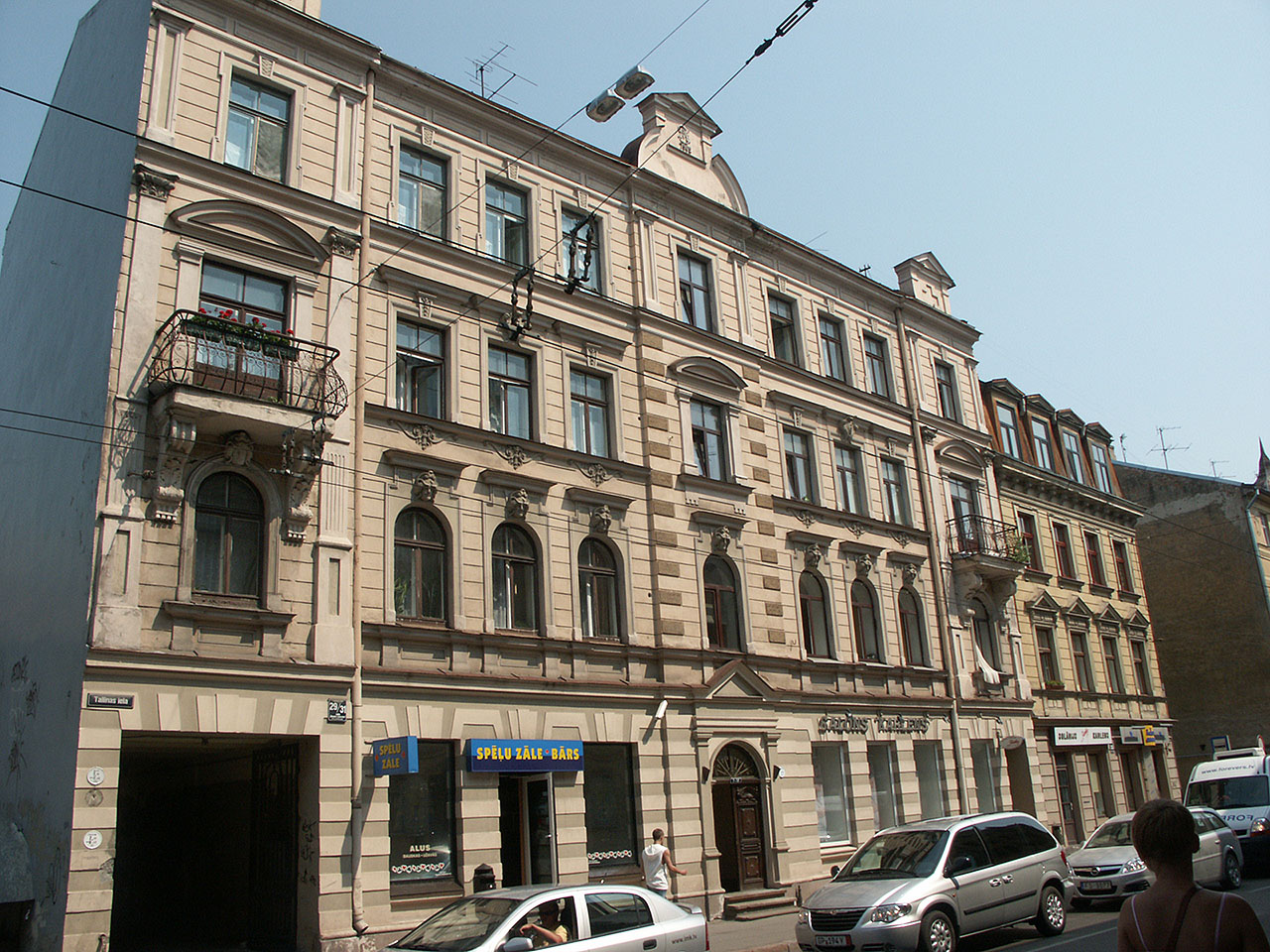
Tallinas iela 29-31
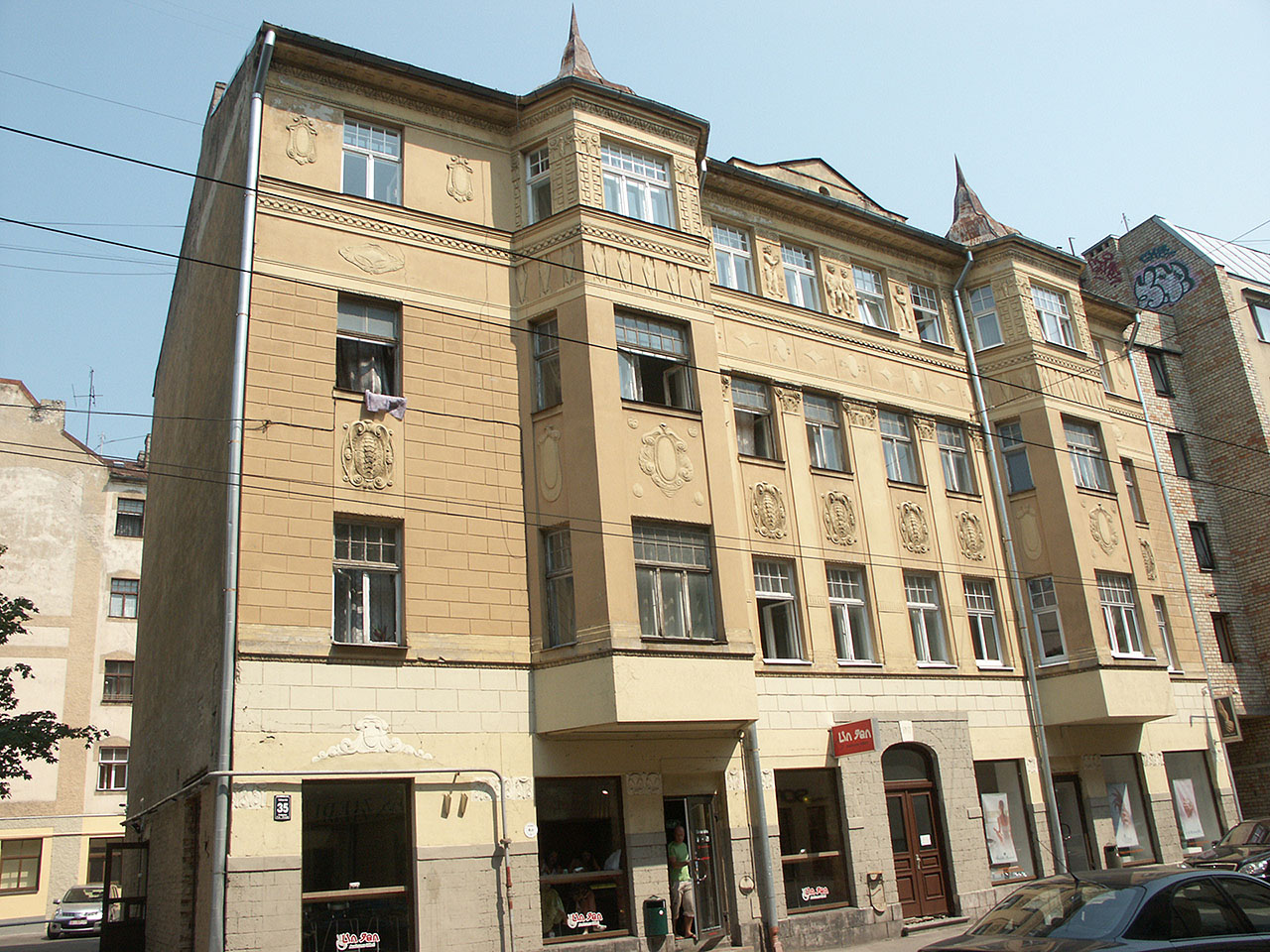
Tallinas iela 35
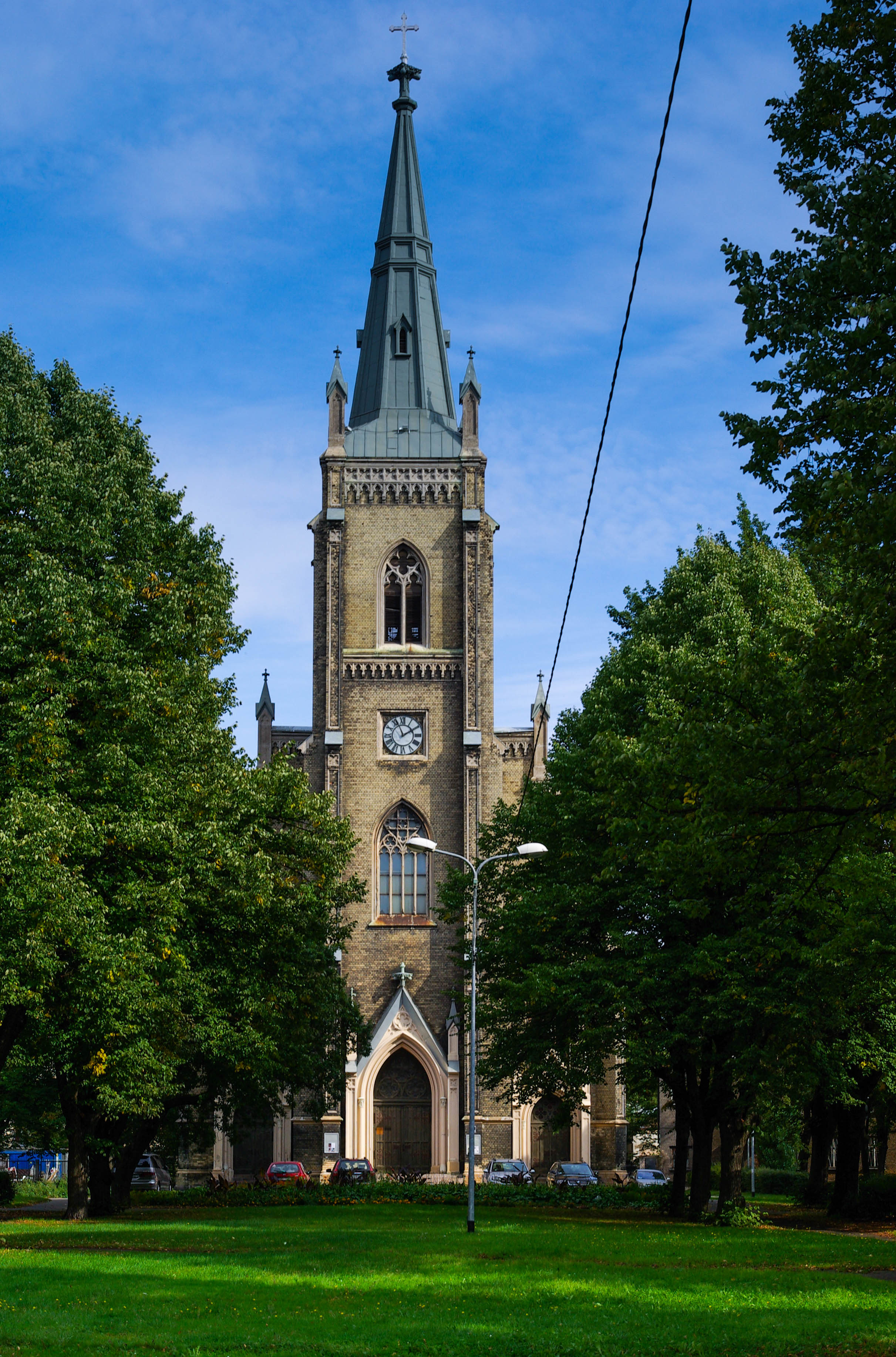
Église Saint-Paul